# Sobekhotep VIII
Sobekhotep VIII (fl. XVII secolo a.C.) è stato un sovrano dell'antico Egitto inserito nella XIII dinastia.

## Biografia
Oltre che per essere citato nella Sala degli antenati a Karnak questo sovrano ci è noto anche per una stele, rinvenuta nel terzo pilone del tempio stesso, ove è citato il suo quarto anno di regno.
L'egittologo Kim Ryholt, inquadra questo sovrano nella XVI dinastia
Come per altri sovrani dello stesso periodo il suo nome potrebbe essere tra quelli riportati nelle parti scomparse delle colonne 6 e 7 del Canone Reale

## Liste reali
| N5 | F12 | s · s · s | N17 · N17 |

| N5 | F12 | s · s · s | N17 · N17 |

| N5 | F12 | s · s · s | N17 · N17 |

| N5 | F12 | s · s · s | N17 · N17 |

| N5 | F12 | s · s · s | N17 · N17 |

| N5 | F12 | s · s · s | N17 · N17 |

| N5 | F12 | s · s · s | N17 · N17 |

| N5 | F12 | s · s · s | N17 · N17 |

## Titolatura
| G5 |

| G5 |

|       |
| \| \| |
|       |
|       |

|  |

|       |
| \| \| |
|       |
|       |

|  |

| G16 |

| G16 |

|  |

| G8 |

| G8 |

|  |

| M23 · X1 | L2 · X1 |

| M23 · X1 | L2 · X1 |

| N5 | S42 | s | wsr | s | N19 |

| N5 | S42 | s | wsr | s | N19 |

| N5 | S42 | s | wsr | s | N19 |

| N5 | S42 | s | wsr | s | N19 |

| N5 | S42 | s | wsr | s | N19 |

| N5 | S42 | s | wsr | s | N19 |

| N5 | S42 | s | wsr | s | N19 |

| N5 | S42 | s | wsr | s | N19 |

| G39 | N5 |

| G39 | N5 |

| I4 | R4 · t · p |

| I4 | R4 · t · p |

| I4 | R4 · t · p |

| I4 | R4 · t · p |

| I4 | R4 · t · p |

| I4 | R4 · t · p |

| I4 | R4 · t · p |

| I4 | R4 · t · p |

## Cronologia
| Periodo                    | Dinastia      | periodo di regno                               |
| Secondo periodo intermedio | XIII dinastia | tra gli anni 1660 a.C. - 1630 a.C. (± 50 anni) |

| Autore | Anni di regno                      |
| ------ | ---------------------------------- |
| Ryholt | 1645 a.C. - 1629 a.C. XVI dinastia |

| Dinastie contemporanee | Capitale |
| XIV                    | varie    |
| XV                     | Avaris   |
| XVI                    | varie    |